# Palazzo Contucci
Il palazzo Contucci sorge sul lato orientale della piazza Grande, nel centro storico di Montepulciano.

## Storia e descrizione
Il palazzo fu costruito a partire dal 1519 su progetto di Antonio da Sangallo il Vecchio, sfruttando i resti della prima cinta muraria della città.
Originariamente proprietà della famiglia Del Monte, nel 1642 divenne proprietà della famiglia Contucci.
La facciata è caratterizzata da un severo paramento di pietra a conci lisci al piano terra, mentre le cinque finestre del primo piano sono incorniciate in edicole con timpano triangolare sorretto da semicolonne d'ordine ionico; l'ultimo piano presenta una fascia in laterizio con cinque finestre ornate con volute schiacciate.
All'interno spicca il salone del piano nobile, con pareti affrescate con scene prospettiche illusionistiche attribuite ad Andrea Pozzo; i dipinti, realizzati tra il 1701 e il 1702, riproducono portici, giardini e terrazze, inquadrati tra colonne tortili.